# Distretto di Ammi Moussa
Il distretto di Ammi Moussa è un distretto della Provincia di Relizane, in Algeria.

## Comuni
Il distretto comprende quattro comuni:
- Ammi Moussa
- El Hassi
- El Ouldja
- Ouled Aiche